# Bukateja (Bukateja)
Bukateja is een bestuurslaag in het regentschap Purbalingga van de provincie Midden-Java, Indonesië. Bukateja telt 7644 inwoners (volkstelling 2010).